# Тандур
Тандурът (на азербайджански: Təndir; на турски: Tandır; на арабски: تنور; на пенджабски: ਤੰਦੂਰ; на грузински: თონე; на персийски: تنور; на хинди: तन्दूर; на урду: تندور; на бенгалски: তন্দূর; на арменски: Թոնիր) е цилиндрична глинена фурна, използвана за печене и приготвяне на храна. Тандурът се използва за готвене в Азербайджан, Индия, Турция, Иран, Армения, Грузия, Пакистан, Узбекистан, Афганистан, на Балканите, в Близкия изток и Централна Азия, а също и в Бирма и Бангладеш.
Топлината за тандура традиционно се получава чрез изгаряне на дървени въглища или дърва за огрев, горящи вътре в самия тандур, като по този начин храната се приготвя на открит огън. Температурата в тандура може да достигне до 480 °C и да остане висока продължително време.